# Génos (Hautes-Pyrénées)
Génos is een gemeente in het Franse departement Hautes-Pyrénées (regio Occitanie) en telt 158 inwoners (2011). De plaats maakt deel uit van het arrondissement Bagnères-de-Bigorre.

## Geografie
De oppervlakte van Génos bedraagt 23,0 km², de bevolkingsdichtheid is 6,9 inwoners per km².

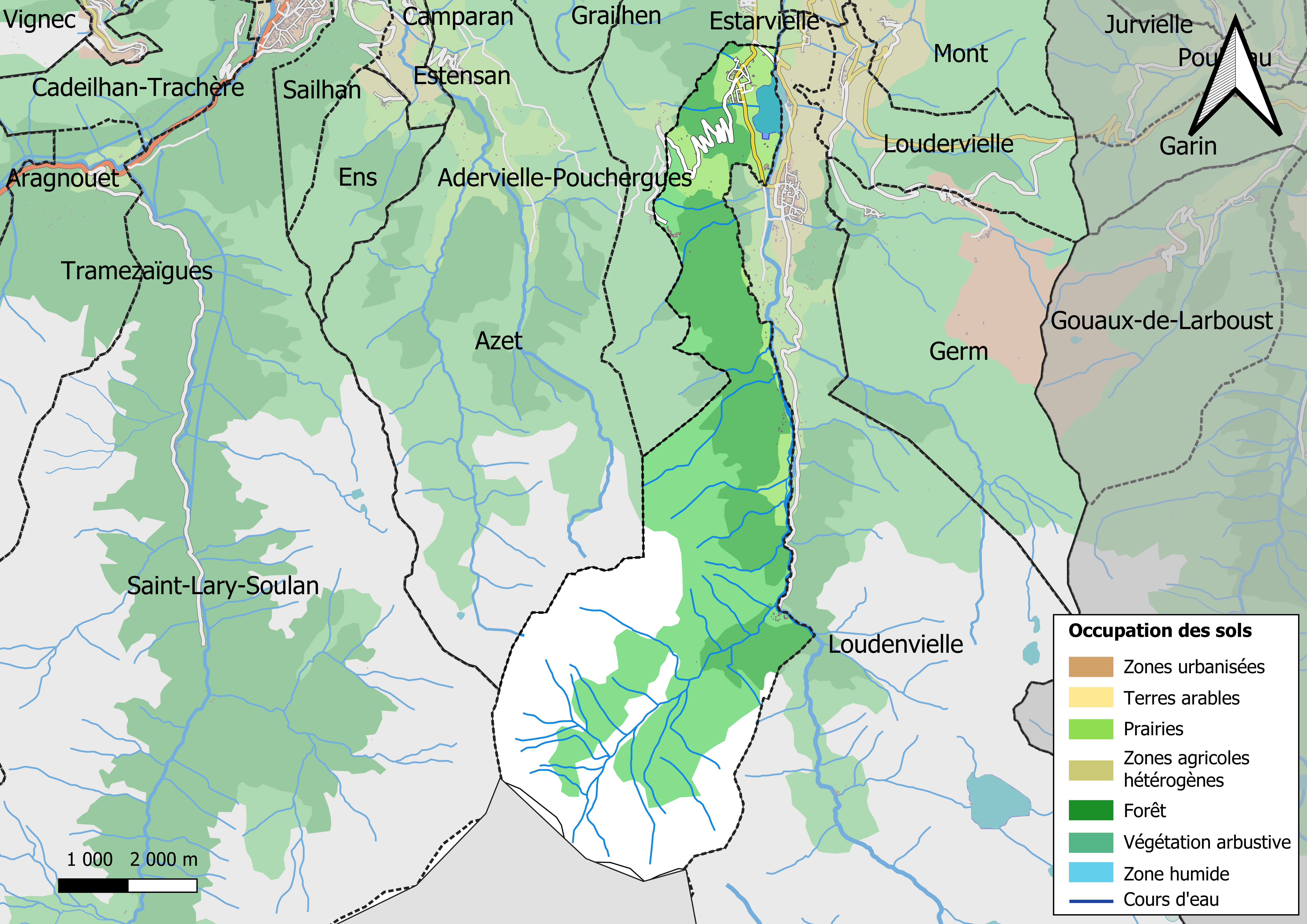
Kaart van de gemeente met belangrijkste infrastructuur, bodemgebruik en omliggende gemeenten

## Demografie
Onderstaande figuur toont het verloop van het inwonertal (bron: INSEE-tellingen).

1. ↑  Populations de référence 2022.